# گابی دوم
گابی دوم (انگلیسی: Gaby Dohm؛ زادهٔ ۲۳ سپتامبر ۱۹۴۳) یک هنرپیشه اهل آلمان است.
از فیلم‌ها یا برنامه‌های تلویزیونی که وی در آنها نقش داشته‌است می‌توان به از زندگی عروسکان خیمه‌شب‌بازی، تخم مار اشاره کرد.